# Ectropis alba
Ectropis alba är en fjärilsart som beskrevs av Gauckler 1900. Ectropis alba ingår i släktet Ectropis och familjen mätare. Inga underarter finns listade i Catalogue of Life.